# Lijst van burgemeesters van Didam
Dit is een lijst van burgemeesters van de voormalige Nederlandse gemeente Didam in de provincie Gelderland. Op 1 januari 2005 ging Didam op in de nieuwe gemeente Montferland.
| Ambtsperiode           | Naam burgemeester                                 | Partij of stroming | Bijzonderheden |
| ---------------------- | ------------------------------------------------- | ------------------ | --- |
| 1811-1817              | G. Roemaat                                        |                    | tot 1814 maire, daarna burgemeester |
| 1818-1821              | Jan van Embden                                    |                    | schout |
| 1821-1863              | Gerrit Jan van Embden (1792-1880)                 |                    | tot 1825 schout, daarna burgemeester |
| 1863-1873              | Isaäk Anne van Embden (1831-1873)                 |                    | zoon van Gerrit Jan |
| 1873-1890              | Jhr. Gerrit Willem van der Does                   |                    | |
| 1890-1899              | Bernardus Johannes Hulshof                        | RK                 | vh. burgemeester van Schijndel, later burgemeester van Bergen op Zoom |
| 1899-1906              | Anthonius Josephus Gijsen                         | RKSP               | vh. burgemeester van Batenburg, later burgemeester van Boxtel en van Schiedam |
| 1907-1911              | Gerard Marie Sutorius                             | RKSP               | vh. burgemeester van Belfeld, later burgemeester van Monster, van Teteringen en van Princenhage                                                                                         |
| 1911-1920              | Jhr. Antoon Eduard Marie van Nispen tot Pannerden | RKSP               | later burgemeester van Zevenaar |
| 1921-1934              | Jhr. Harmen Hendrik Jules Marie van de Poll       | RKSP               | |
| 1935-1938              | Wilhelmus Bernardus Kronenburg                    | RKSP               | vh. gemeentesecretaris van Ambt Delden en burgemeester van Driel |
| 1 november 1938 - 1953 | Harrie (H.A.B.) de Leeuw                          |                    | vh. burgemeester van Ammerzoden, later burgemeester van Bergh (Gld); van november 1944 tot april 1945 was De Leeuw ondergedoken en was de NSB'er F.H.Th. Wetjens burgemeester van Didam |
| 1953-1962              | Henk (H.J.A.) Verberk                             | KVP                | vh. wethouder Arnhem, tevens Tweede Kamerlid (1956-1959), later waarnemend burgemeester van Deil                                                                                        |
| 1962-1963              | W.F.P. Boshouwers                                 | KVP                | waarnemend, vh. gedeputeerde |
| 1963-1976              | Niek (N.) Vlaar                                   | KVP                | |
| 1976-1992              | Joop (J.J.A.) van Gils                            | KVP / CDA          | vh. burgemeester van Maasdriel |
| 1992-2005              | P.J.J.M. Peters                                   | CDA                | vh. burgemeester van Belfeld |